# Giorgio Natale Gherlinzoni
Giorgio Natale Gherlinzoni (Bergantino, 24 dicembre 1887 – Monte San Gabriele, 30 agosto 1917) è stato un militare italiano, medaglia d'argento e di bronzo al valor militare.

## Biografia
Figlio di Giovan Battista, intraprese giovanissimo la carriera militare, partecipando in fanteria alla guerra italo-turca (1911-1912), sia sul fronte libico che su quello egeo, conflitto durante il quale si meritò un encomio solenne.
Trasferitosi a Bologna, nel 1915 Gherlinzoni fu ardente sostenitore della partecipazione dell'Italia alla guerra mondiale, cui partecipò come capitano del 35º fanteria, prendendo parte a numerosi combattimenti. Rimase ferito in un'azione sul Podgora, avvenuta il 28 ottobre 1915, guadagnandosi una medaglia di bronzo al valor militare. Rientrato in servizio prima del termine della convalescenza, ottenne il comando di una compagnia del 229º fanteria, col rango di 1º capitano; il valore dimostrato in battaglia venne notato dal colonnello Ettore Castelfranco, comandante del reggimento, il quale lo volle presso di sé come aiutante maggiore in prima.
Il 30 agosto 1917, durante l'undicesima battaglia dell'Isonzo, Gherlinzoni cadde in combattimento sul monte San Gabriele (oggi Škabrijel, in Slovenia), colpito a morte da un proiettile di mitragliatrice austriaca mentre incitava le sue truppe, terrorizzate dal fitto fuoco nemico, ad uscire dalle trincee e muovere all'attacco contro le postazioni nemiche di Osteria.
Secondo quanto riportato da fonti di poco successive alla fine del conflitto mondiale, il colonnello Castelfranco – nello stile carico di retorica tipico dell'epoca – così descrisse la morte di Gherlinzoni:
(Colonnello Ettore Castelfranco)
Lasciò moglie e tre figli.
Una lapide presente nel chiostro della Basilica di Santo Stefano, a Bologna, infine, lo ricorda come uno dei cittadini felsinei che diedero la vita per la patria.

### Sepoltura
Gherlinzoni ricevette un'iniziale inumazione nel cimitero di Fragora, sulle rive del fiume Isonzo. Nel 1921, il suo corpo fu traslato da San Luigi di Plava (oggi in Slovenia) alla Certosa di Bologna, nel Monumento ossario ai caduti della Grande Guerra.

## Onorificenze
Nel novembre 1919, fu tributata al capitano Gherlinzoni una medaglia d'argento al valor militare con la seguente motivazione: